# Antoinette Quinche
Antoinette Quinche, née le 25 février 1896 à Diesse et morte le 13 mai 1979 à Lausanne, est une avocate spécialisée dans les droits des femmes.

## Biographie
Antoinette Quinche grandit à Lausanne dans l'Institut pour jeunes gens que crée son père, le pasteur Hermann Quinche. Celui-ci l'inscrit au gymnase cantonal, seule fille parmi les bacheliers, puis à l'Université de Lausanne où Antoinette Quinche passe sa licence de droit en 1923. Avec Linette Combe, elle est la première femme à décrocher ce titre à Lausanne. En 1926, elle obtient son brevet d'avocat et ouvre son étude en ville. Elle adhère ensuite au parti radical.
Les femmes forment une partie importante de sa pratique et Antoinette Quinche assurera pendant des années avec Linette Combe la permanence gratuite de l'Union des femmes. Elle rejoint la Fédération internationale des femmes magistrats et avocats peu après sa création en 1928. Très vite, elle s'engage en faveur du suffrage féminin au niveau cantonal et fédéral. Elle est présidente du comité suisse d'action pour le suffrage féminin en 1944. D'actions publiques en procédures juridiques, elle se bat sans cesse ; elle voit le canton de Vaud organiser le vote des hommes sur la question en février 1959 et les femmes gagner leur droit de vote communal et cantonal.
Dans sa pratique d'avocate, la défense des droits de la femme reste sa priorité. De la femme mariée à la femme détenue, Antoinette Quinche lutte pour la transformation du droit matrimonial, le droit pour la femme mariée à un étranger de garder sa nationalité, l'amélioration des conditions de détention dans la prison des femmes de Rolle, etc. Elle plaide pour la dernière fois à 72 ans et elle se retire du barreau à 80 ans.
Antoinette Quinche décède à Lausanne le 13 mai 1979. En octobre 1997, une plaque commémorative a été apposée sur la façade de l'immeuble n° 2 de la rue du Lion d'or, signalant son ancienne étude et rappelant son combat pour le droit de vote des femmes.